# Онстопель
Онсто́пель (фин. Mustapää) — деревня в Пустомержском сельском поселении Кингисеппского района Ленинградской области.

## История
Впервые упоминается в Писцовой книге Водской пятины 1500 года как село Онстопель в Опольском Воздвиженском погосте в Чюди Ямского уезда.
На карте Ингерманландии А. И. Бергенгейма, составленной по шведским материалам 1676 года, упоминается как деревня Onstapelsby.
На шведской «Генеральной карте провинции Ингерманландии» 1704 года — как мыза Onstapel hof.
Мыза Онстапель обозначена на «Географическом чертеже Ижорской земли» Адриана Шонбека 1705 года.
Деревня Встопел упоминается на карте Ингерманландии А. Ростовцева 1727 года.
В деревне имелась усадьба, располагавшаяся по обоим берегам реки. В 1747 году Императрица Елизавета пожаловала мызу Онстопель с деревнями Онстопель, Брюмбель, Карпова, Палобицы, Большая и Малая Пустомержи, гофмаршалу Семёну Кирилловичу Нарышкину. Ещё при жизни Нарышкин разделил имение на две части. После его смерти мыза Нарышкина с деревнями Большая и Малая Пустомержа, Карпова, Брюмбель перешла во владение его вдовы, а вторую часть — мызу Онстопель с деревнями Прологи, Палобицы и Онстопель, Нарышкин подарил своей сестре Татьяне Кирилловне, супруге князя Михаила Михайловича Голицина.
На карте Санкт-Петербургской губернии Я. Ф. Шмидта 1770 года она обозначена как деревня Анштепель.

ОНСТОПЕЛЬ — деревня принадлежит действительной статской советнице Зайцовой, число жителей по ревизии: 65 м. п., 82 ж. п.

В оной: мукомольная мельница. (1838 год)

В 1844 году деревня Онстопель насчитывала 25 дворов.
На этнографической карте Санкт-Петербургской губернии П. И. Кёппена 1849 года она обозначена как деревня «Mustopää», расположенная в ареале расселения савакотов. В пояснительном тексте к этнографической карте она записана как деревня Mustapää (Онстопель) и указано количество её жителей на 1848 год: савакотов — 25 м. п., 29 ж. п., всего 54 человека, русских — 110 человек.

ОНСТОПЕЛЬ — деревня супруги полковника Энько-Даровской, 10 вёрст по почтовой, а остальное по просёлочной дороге, число дворов — 20, число душ — 50 м. п. (1856 год)

ОНСТОПЕЛЬ — деревня, число жителей по X-ой ревизии 1857 года: 52 м. п., 55 ж. п., всего 107 чел.

Согласно «Топографической карте частей Санкт-Петербургской и Выборгской губерний» в 1860 году в мызе Онстопель находились: корчма, мельница и дом лесничего.

ОНСТОПЕЛЬ — мыза владельческая при реке Кайме, по Рожественскому тракту из с. Рожествена, Царскосельского уезда, в 20 верстах и от уездного города и от становой квартиры, число дворов — 1, число жителей: 6 м. п., 9 ж. п.

ОНСТОПЕЛЬ — деревня владельческая там же, число дворов — 15, число жителей: 27 м. п., 70 ж. п.

 (1862 год)

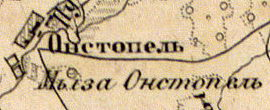
Деревня и мыза Онстопель на карте 1863 года

ОНСТОПЕЛЬ — деревня, по земской переписи 1882 года: семей — 25, в них 63 м. п., 69 ж. п., всего 132 чел.

Согласно материалам по статистике народного хозяйства Ямбургского уезда 1887 года мыза Онстопель площадью 1324 десятины принадлежала жене генерал-лейтенанта Е. А. Гернгрос, мыза была приобретена до 1868 года, дача из 10 комнат и водяная мельница сдавались в аренду.

ОНСТОПЕЛЬ — деревня, число хозяйств по земской переписи 1899 года — 25, число жителей: 73 м. п., 52 ж. п., всего 125 чел.;
 разряд крестьян: бывшие владельческие; народность: русская — 89 чел., финская — 36 чел.

В конце XIX — начале XX века деревня административно относилась к Ястребинской волости 1-го стана Ямбургского уезда Санкт-Петербургской губернии. Согласно приходским данным население деревни было смешанным — финско-русским.
По данным «Памятных книжек Санкт-Петербургской губернии» за 1900 и 1905 годы мызой Онстопель площадью 557 десятин владел полковник Евгений Александрович Гернгрос.
С 1923 по 1924 год деревня Онстопель входила в состав Онстопельского сельсовета Ястребинской волости Кингисеппского уезда.
С 1924 года в составе Тормовского сельсовета.
Согласно данным переписи населения СССР 1926 года в деревне Онстопель проживали 94 человека — большинство русские, а также финны и эстонцы.
С февраля 1927 года в составе Кингисеппской волости. С августа 1927 года в составе Кингисеппского района.
С 1928 года в составе Пустомержского сельсовета.

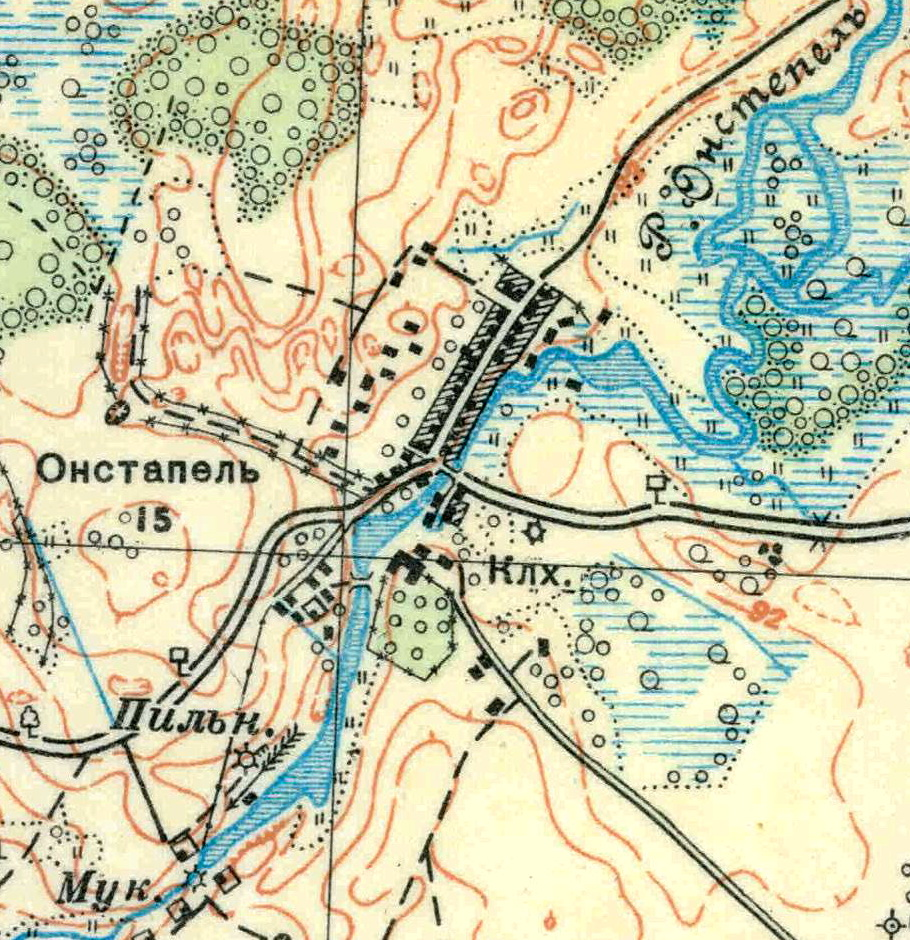
План деревни Онстопель. 1930 год

Согласно топографической карте 1930 года деревня называлась Онстапель и насчитывала 15 дворов. В деревне находилось правление колхоза. Река протекающая через деревню называлась Онстепель, на реке в границах деревни находились мукомольная и пильная водяные мельницы.
По данным 1933 года деревня Онстопель входила в состав Пустомержского сельсовета Кингисеппского района.
Согласно топографической карте 1938 года деревня насчитывала 23 двора.
В 1939 году население деревни Онстопель составляло 175 человек.
C 1 августа 1941 года по 31 января 1944 года деревня находилась в оккупации.
С 1954 года в составе Пустомержского сельсовета.
В 1958 году население деревни Онстопель составляло 153 человека.
По данным 1966, 1973 и 1990 годов деревня Онстопель также входила в состав Пустомержского сельсовета.
В 1997 году в деревне проживали 106 человек, в 2002 году — 77 человек (русские — 92 %), в 2007 году — 85.

## География
Онстопель расположен в восточной части района на автодороге 41А-002 (Гатчина — Ополье), между деревней Корпово и посёлком Каложицы. С юга к Онстопелю примыкает деревня Малая Пустомержа.
Расстояние до административного центра поселения — 7 км.
Расстояние до ближайшей железнодорожной станции Веймарн — 6,5 км.
Через деревню протекает река Нейма.

## Демография
| 1862 | 2007 | 2010 | 2017 |
| ---- | ---- | ---- | ---- |
| 112  | ↘85  | ↘80  | ↗85  |

### Национальный состав
Согласно данным Всероссийской переписи населения 2021 года в деревне проживали 95 человек, из них:
 русские — 93, другие национальности — 1 человек, один человек национальность не указал.

## Фото

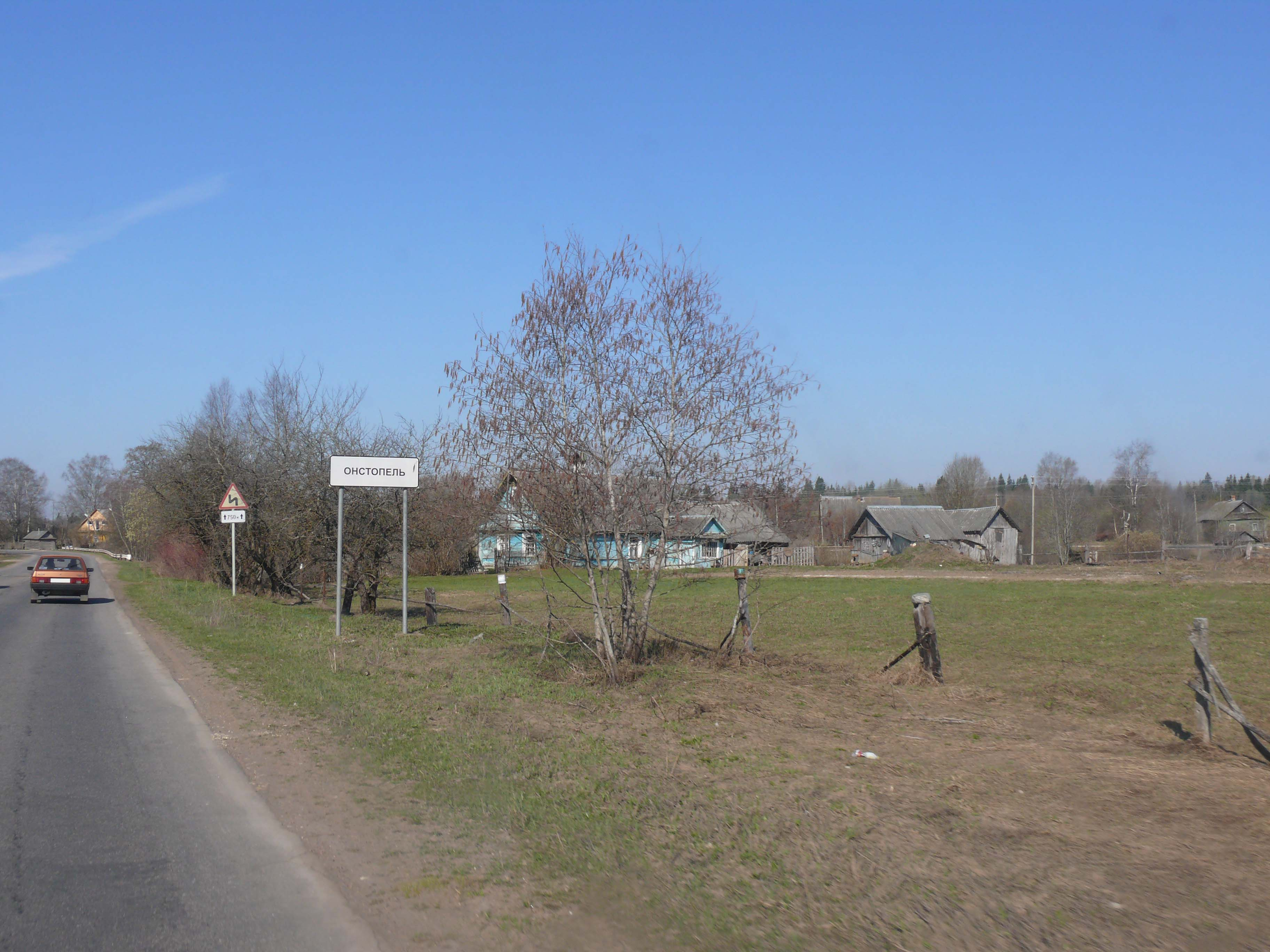
Въезд в деревню
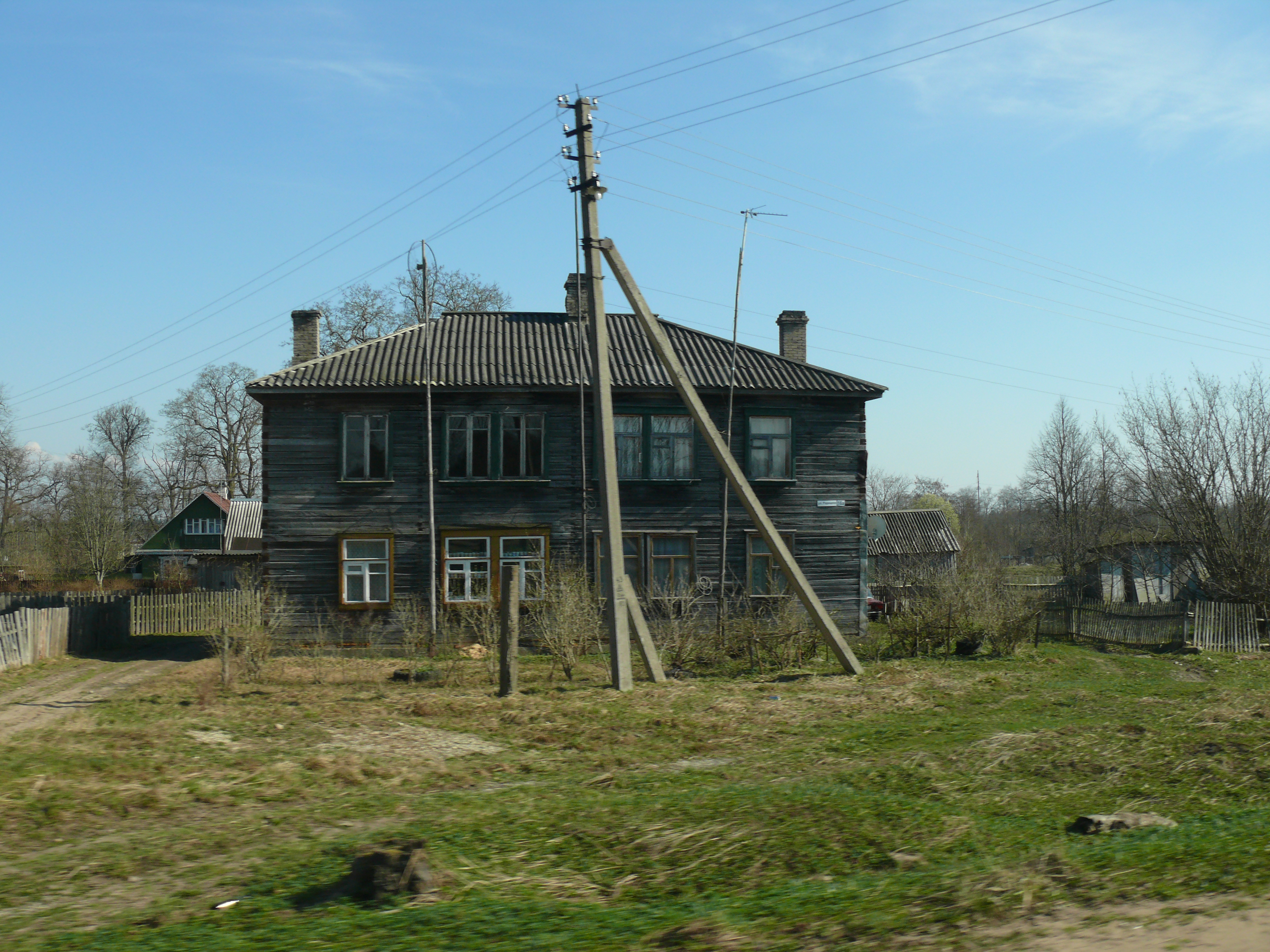
Дом № 15а

## Памятники
- Памятник погибшим землякам

## Улицы
Запрудный переулок, Луговая, Новая, Парковый переулок, Радищева, Строителей.